# Coronado State Monument
Das Coronado State Monument befindet sich im US-Bundesstaat New Mexico, ungefähr 30 km nördlich von Albuquerque bzw. direkt am nördlichen Ortsrand von Bernalillo. Der Park wurde 1940 als State Monument unter besonderem Schutz gestellt und im National Register of Historic Places eingetragen.
Benannt wurde das State Monument nach dem spanischen Eroberer Francisco Vásquez de Coronado. Dieser suchte in New Mexico nach Gold. Es wird angenommen, dass Coronado im Jahr 1540 in der Nähe vom Kuaua Pueblo ein Lager aufschlug.
Das Coronado State Monument beinhaltet Ruinen des ehemaligen Kuaua Pueblos. In der Zeit vom 14. bis zum 16. Jahrhundert siedelten Indianer vom Stamm der Tiwa in der Gegend von Bernalillo. Kuaua ist das Tiwa-Wort für "Immergrün". Das Kuaua Pueblo war die nördlichste von 12 Tiwa-Siedlungen und liegt in unmittelbarer Nähe zum Rio Grande. Im 16. Jahrhundert wurden die Bewohner auf Grund von Auseinandersetzungen mit den spanischen Kolonialisten und Prärie-Indianern vom Stamm der Navajo dezimiert und das Pueblo wurde verlassen.
In den 1930er Jahren wurden Reste des Kuaua Pueblos insbesondere von den Archäologen Gordon Vivian and Margery Tichy ausgegraben. Aktuell sind von den Gebäuden überwiegend nur noch rekonstruierte Grundmauern zu sehen. Zwei kleine Gebäude aus Adobe wurden im Stil des 16. Jahrhunderts errichtet und können betreten werden.
Im Jahr 1935 entdeckten die Archäologen Vivian und Tichy die Reste einer Kiva. Das besondere an diesem Fund waren umfangreiche Wandbilder an den Innenwänden der freigelegten Kiva. Während der Sicherung der Wandmalereien wurde die Kiva leider weitestgehend zerstört. Auf den Fundamenten der Original-Kiva wurde 1938 eine neue Kiva (Painted Kiva) errichtet. In dieser Kiva brachte der indianische Künstler Velino Shije Herrera (1902–1973) originalgetreue Nachbildungen an der Innenwand an.
Um Schaden von der Kiva abzuwenden, darf das Gebäude nur mit einem Parkranger betreten werden.